# Camilla Meurer
Camilla Sophia Meurer (Den Haag, 2 augustus 1986) is een Nederlands actrice en theatermaakster. Meurer kreeg bij het grote publiek vooral naamsbekendheid door haar rol als Monica de Klein in de soap Goede tijden, slechte tijden. 

## Levensloop

### Privé
Meurer groeide op in de Haagse Schilderswijk. Op jonge leeftijd begon ze met acteren bij lokale theatergroepen. Later volgde ze de Amsterdamse Toneelschool & Kleinkunstacademie. In november 2017 beviel Meurer van een dochter.

### Televisie
Meurer kreeg vooral bekendheid door haar rol als Monica de Klein die ze in 2013 vertolkte in de RTL 4-soap Goede tijden, slechte tijden. In 2015 keerde ze voor een aantal weken terug in de soap. Acht jaar later, in mei 2023, keerde ze wederom terug in de soap. Meurer is daarnaast meerdere malen op de televisie geweest met kleinere rollen onder andere in Flikken Maastricht, Danni Lowinski en Love Hurts. In 2017 was Meurer te zien in de series Van God Los, De Spa en Voetbalmaffia.

### Theater
Naast haar televisiewerk is Meurer vaak in het theater te zien als actrice, maar ook als theatermaakster. Ze was onder andere te zien in de theaterstukken Bubble Boy, Faust I & II, Gone Fishing en Crimes of the heart. In 2015 maakte Meurer samen met haar Goede tijden, slechte tijden-collega Dilan Yurdakul de theatervoorstelling Dorian Gray; hier speelden ze beiden ook een rol in. In 2019 speelde ze vier (dubbel)rollen in Poker, een toneelstuk van Raymi Sambo.

## Filmografie
| Film als actrice      | Film als actrice             | Film als actrice    | Film als actrice   |
| Jaar                  | Productie                    | Rol                 | Opmerkingen        |
| --------------------- | ---------------------------- | ------------------- | ------------------ |
| 2011                  | Die Inseln, die wir sind     | Liza                | Korte film         |
| 2012                  | Impius                       | Blitz               | Korte film         |
| 2012                  | Het Diner                    | reserveringsdame    | Gastrol            |
| 2015                  | Stilleven                    | Eva                 | Korte film         |
| 2016                  | The I in me                  | Noa                 | Korte film         |
| 2018                  | Het Internet                 | Bo van der Wal      | Korte film         |
| Televisie als actrice |                              |                     |                    |
| Jaar                  | Productie                    | Rol                 | Opmerkingen        |
| 2012                  | Edwin                        | Daantje             | Bijrol             |
| 2013, 2015, 2023      | Goede tijden, slechte tijden | Monica de Klein     | Ondersteunende rol |
| 2013                  | Flikken Maastricht           | Rebecca             | Bijrol             |
| 2013                  | Danni Lowinski               | Marie Sterk         | Bijrol             |
| 2013                  | Love Hurts                   | Zora                | Bijrol             |
| 2015                  | Smeris                       | Jenna               | Bijrol             |
| 2016                  | De Zaak Menten               | Elizabeth Menten    | Hoofdrol           |
| 2017                  | De mannen van dokter Anne    | Esmée van Diemen    | Bijrol             |
| 2017                  | Van God Los                  | Mariëlle            | Bijrol             |
| 2017                  | De Spa                       | Maaike              | Bijrol             |
| 2017                  | Voetbalmaffia                | secretaresse Lianne | Bijrol             |
| 2018                  | Ik weet wie je bent          | prostituee Sam      | Bijrol             |
| 2019                  | Het is geweldig thuis        | Wendy               | Bijrol             |
| 2020                  | De Eenling                   | Jacqueline          | Bijrol             |
| 2022                  | Sihame                       | politieagent        | Gastrol            |
| 2023                  | Het Sinterklaasjournaal      | moeder              | Gastrol            |

## Theater
- Kleine Zielen (1993), als kleine Jet
- Helle Kijkers (2009), als Tara
- Bubble Boy (2010; 2012), als Zus
- Faust I&II (2010-2011), als vriendinnen Helena / ensemble
- Gone Fishing (2011), als Jessie
- Crimes of the heart (2011), als Iago
- Weil das leben nicht nur pommes und disco ist (2011), als Theorema
- Limbo Revisited (2014), als Charlotte
- Dorian Gray (2015), als Basil / Sibyl
- POKER (2019-2020), als Marieke / Lizzy / Emma / Moeder